# Estimated time of arrival
ETA är en förkortning för det engelska estimated time of arrival, med betydelsen beräknad ankomsttid. Det används inom internationella kommunikationer, inklusive luft- och sjöfart.
ETA används också metaforiskt i situationer när ingenting rör på sig eller för att beskriva när en viss uppgift kommer att vara slutförd (till exempel en datorberäkning utförd av ett datorprogram).